# Елементарний електричний заряд
Елемента́рний електри́чний заря́д — фізична константа, яка характеризує силу електромагнітної взаємодії, абсолютне значення заряду електрона.
Елементарний заряд позначається літерою e. Оскільки електрон негативно заряджений, його заряд дорівнює -e.
У системі SI
| e = 1.602 176 634 ×10−19 Кл. |

У системі СГСЕ
| e = 4.80320471388(37)×10−10 од. СГСЕ. |

Елементарний електричний заряд є також фізичною одиницею, в яких вимірюються заряди часток чи часткові заряди на атомах хімічних сполук.

## Квантування заряду
Проведені наприкінці XIX століття експерименти з відхилення анодних і катодних променів у електронно-променевій трубці (Джозеф Джон Томсон) та вимірювання заряду олійних краплинок (Роберт Мілікен) довели, що електричний заряд може приймати значення кратні певному елементарному заряду. На основі цих експериментів було висунуто гіпотезу існування негативно зарядженої частинки, яка була б носієм заряду. Цю частку назвали електроном.
За теорією кварків, ці елементарні частки мають дробовий заряд, який становить 1/3 або 2/3 заряду електрона. Проте кварки існують лише в складі частинок із цілочисельним зарядом.

## Виноски
1. ↑  2018 CODATA Recommended Values of the Fundamental Constants of Physics and Chemistry — 2019.
2. ↑  SI A concise summary of the International System of Units, SI — 2019.
3. 1 2  10-5.1 // Quantities and units — Part 10: Atomic and nuclear physics — 2 — ISO, 2019.
4. 1 2  6-2.2 // Quantities and units — Part 6: Electromagnetism, Grandeurs et unités — Partie 6: Electromagnétisme — 2 — 2022. — 70 с.
5. ↑  CODATA Value: elementary charge. The NIST Reference on Constants, Units, and Uncertainty. US NIST. May 2019. Архів оригіналу за 13 червня 2018. Процитовано 20 травня 2019. {{cite web}}: Зовнішнє посилання в |work= (довідка)